# Discovery, Inc.
 (транскр.  Дискавери, инк.), раније Discovery Communications (транскр.  Дискавери комјуникејшонс) је америчка међународна мас-медијско предузеће са седиштем у Њујорку. Основана 1985, предузеће примарно функционише групом чињеничних и лајфстајл брендова, као што су истоимени Discovery Channel, Animal Planet, Science Channel и TLC. Током 2018, предузеће је купило Scripps Networks Interactive, додавши мреже као што су Food Network, HGTV и Travel Channel у свој портфељ. Након куповине, Discovery је описао себе као да служи члановима „страсне” публике.

## Регеренце
1. ↑  „Discovery”. Fortune. Архивирано из оригинала 27. 05. 2019. г. Приступљено 2020-04-17.
2. ↑  Schneider, Steve (16. 6. 1985). „CABLE TV NOTES; A CHANNEL WITH A DIFFERENCE”. The New York Times. Приступљено 1. 5. 2010.
3. ↑  „Television: The Russians Are Coming”. Time. 23. 2. 1987. Архивирано из оригинала 14. 06. 2010. г. Приступљено 08. 01. 2021.